# Nekketsu Kakutō Densetsu
Nekketsu Kakutō Densetsu (jap. 熱血格闘伝説), znana również jako Riki Kunio – gra komputerowa wyprodukowana i wydana w 1992 roku przez Technōs Japan Corporation. Ukazała się tylko w Japonii na konsolę Famicom i należy do serii gier Kunio-kun. Nekketsu Kakutō Densetsu jest utrzymana w klasycznej stylistyce anime.

## Fabuła
Kunio podczas pobytu w szkole odnajduje w swojej szafce list od niejakich Tygrysów (ang. Double Tiger - Podwójny Tygrys). Okazuje się, że jest to zaproszenie na turniej sztuk walki, w którym zostanie wyłoniony najsilniejszy uczeń w Japonii. Kunio postanawia skorzystać z zaproszenia. Zaproszenie na turniej otrzymał również Riki, który jako odwieczny rywal Kunio postanawia wyruszyć na turniej.

## Rozgrywka
Celem gry jest zwycięstwo w turnieju. Aby tego dokonać, trzeba zająć pierwsze miejsce w eliminacjach i w walce finałowej pokonać Tygrysy. W walkach konkurują ze sobą dwie dwuosobowe drużyny. W całym turnieju bierze udział osiem par, a także para mistrzowska znana jako Tygrysy. Łącznie dostępnych jest 16 postaci (bez Tygrysów, których gracz nie może kontrolować) określonych różnymi współczynnikami takimi, jak liczba punktów życia, siła uderzenia pięścią i kopnięcia oraz szybkość postaci. Ponadto w trybie turnieju gracz może stworzyć własną postać. Edycja imienia, daty urodzenia i grupy krwi pozwala na ustawienie wyglądu postaci, stylu walki, koloru stroju, a także specjalnych ciosów (np. potrójne kopnięcie).
System walki jest dosyć zaawansowany: można walczyć zarówno zwykłymi kopnięciami czy ciosami pięściami, jak również stosować kombinacje różnych ciosów. Ponadto poszczególne postacie posiadają różne specjalne umiejętności, dodatkowo można zastosować specjalny cios drużynowy, w którym biorą udział obaj członkowie drużyny. Walki toczą się w ośmiu zróżnicowanych lokalizacjach, z których większość jest interaktywna, chodzi np. o obiekty raniące postaci (kolce, miny czy prąd).
Oprócz trybu turnieju gracz może spróbować swoich sił w trybie pojedynczej walki, który wyróżnia się tym, że główną zasadą jest "każdy na każdego" (przy czterech zawodnikach). W tym trybie może bawić się naraz nawet czterech graczy.

## Odbiór gry
Gra została bardzo dobrze przyjęta. Oceniający docenili nieskomplikowaną, bardzo szybką akcję, ładną grafikę i wspaniałą oprawę dźwiękową. Popularność gry sprawiła, że powstało wiele fanowskich tłumaczeń, a także wiele remaków.